# Ashley, New South Wales
Ashley är en by (locality) i Moree Plains Shire i New South Wales i Australien. Folkmängden uppgick till 339 år 2011.

## Kommunikationer

### Järnväg
Ashley är belägen på järnvägsbanan Werris Creek-Mungindi railway line, sträckan förbi Ashley trafikeras dock inte av persontåg.

### Väg
Ashley är belägen på landsvägen Carnarvon Highway.

### Befolkningsutvecklingskällor
- Australian Bureau of Statistics. ”2006 Census QuickStats : Ashley (L) (Urban Centre/Locality)” (på engelska). http://www.censusdata.abs.gov.au/ABSNavigation/prenav/ProductSelect?newproducttype=QuickStats&btnSelectProduct=View+QuickStats+%3E&collection=Census&period=2006&areacode=UCL102450&geography=&method=&productlabel=&producttype=&topic=&navmapdisplayed=true&javascript=true&breadcrumb=LP&topholder=0&leftholder=0&currentaction=201&action=401&textversion=false. Läst 22 maj 2012.
- Australian Bureau of Statistics. ”2011 Census QuickStats: Ashley” (på engelska). http://www.censusdata.abs.gov.au/census_services/getproduct/census/2011/quickstat/SSC10065?opendocument&navpos=220. Läst 4 augusti 2012.